# نصف دولار هاواي بمناسبة الذكرى المائة والخمسين
سُك نصف دولار هاواي بمناسبة الذكرى المائة والخمسين في عام 1928 من قِبل مكتب سك العملة الأمريكي تكريمًا للذكرى السنوية المائة والخمسين لوصول الكابتن جيمس كوك إلى هاواي، وهو أول أوروبي يصل إلى هناك. تُظهر العُملة المعدنية الكابتن كوك على الوجه الأمامي وزعيم هاواي على الوجه الخلفي. سُكت 10 آلاف قطعة فقط من هذهِ العُملة للجمهور، مما جعل هذه العُملة نادرة وقيمة.
أقر المجلس التشريعي لإقليم هاواي عام 1927 قرارًا يدعو الحكومة الأمريكية إلى إنتاج عُملة تذكارية بمناسبة الذكرى المائة والخمسين لوصول كوك إلى هاواي. ورأى وزير الخزانة أندرو ميلون أن المناسبة مهمة بما يكفي، إلى درجة أنه لم يعارض مثل هذهِ القضية، وهو أمر غير معتاد بالنسبة لهُ. مُرر مشروع قانون نصف الدولار في هاواي من خلال الكونغرس دون معارضة أو تعديل، وأصبح قانون 7 مارس/أذار 1928 بتوقيع الرئيس كالفين كوليدج.
صنع النحات تشيستر بيتش نماذج الجبس للعُملات المعدنية من الرسومات التي رسمتها جولييت ماي فريزر. واجه بيتش بعض الصعوبات في الحصول على الموافقة على تصميماته، حيث كانت هناك قضايا أثارها كل من دار سك العُملة وفيكتور ستيوارت كاليوالوها هيوستن، مندوب إقليم هاواي في الكونغرس. وعولجت هذه المخاوف في نهاية المطاف، ودخلت العُملة المعدنية حيز الإنتاج. وعلى الرغم من أن سعر الإصدار، وهو 2 دولار، كان الأعلى لنصف دولار تذكاري حتى تلك النقطة، فقد بيعت العُملات المعدنية بسرعة وارتفعت قيمتها إلى أكثر من ألف دولار.

## بداية
أُقترح نصف دولار هاواي بمناسبة الذكرى المائة والخمسين على وصول الكابتن جيمس كوك إلى جزر هاواي كأول أوروبي أو كما أطلق عليه آنذاك "اكتشافها". وقد قرر المخططون إقامة الاحتفالات في أغسطس/آب 1928، في منتصف الطريق بين الذكرى المائة والخمسين لوصول كوك إلى الجزر في يناير/كانون الثاني 1778 ووفاته في الجزر في فبراير/شباط 1779. وأقر المجلس التشريعي لإقليم هاواي قرارًا لإضفاء صفة رسمية على الاحتفالات، وطلب من الحكومة الفيدرالية السماح للقوات المسلحة بالمشاركة فيها. وطلب القرار من واشنطن دعوة المملكة المتحدة (حليفة كوك) ودول أخرى. كما طلبت من الحكومة الفيدرالية إصدار نصف دولار وطوابع بريدية تكريمًا لهذهِ الذكرى. في ذلك الوقت، لم تكن الحكومة تبيع العُملات التذكارية- فقد قام الكونغرس، عند الموافقة على التشريع، بتعيين منظمة كان لها الحق الحصري في شراء العُملات المعدنية بالقيمة الاسمية وبيعها للجمهور مقابل علاوة. في حالة نصف دولار هاواي، كانت عملة كوك للاحتفال بمرور مائة وخمسين عامًا في هاواي هي المجموعة المعينة.
كان بروس كارترايت الابن مسؤولاً عن اختيار تصميم العُملة المعدنية لعملة كوك. رتبت السيدة إيثيلوين كاسل، وهي شخصية ذات توجه مدني، لقاء لهُ مع جولييت ماي فريزر، وهي فنانة محلية. أعد كارترايت رسومات على طراز الرسوم المتحركة، حيث كانت صورة كوك مستندة إلى لوحة ويدجوود التي كانت مملوكة للملكة إيما، والتي تُظهر المستكشف وهو يواجه اليمين. في غضون يومين، أنتج فريزر رسومات تخطيطية. في الثاني من نوفمبر/تشرين الثاني، كتب تشارلز مور، رئيس لجنة الفنون الجميلة، إلى مساعدة مدير دار سك العُملة ماري إم. أوريلي أن رسومات جولييت فريزر كانت ممتازة وسوف تترجم بشكل جيد إلى عُملة معدنية.
اجتمعت لجنة الفنون الجميلة، وبناءً على اقتراح النحات العضو لورادو تافت، قررت أن تسأل مصمم عملة النيكل في بوفالو جيمس إيرل فريزر (لا علاقة له) عمن سيكون الأنسب لتحويل الرسومات إلى نماذج جبسيه، والتي يمكن للدار أن تصنع منها قوالب ومحاور للعملات المعدنية. اقترح جيمس فريزر مصمم دولار السلام أنتوني دي فرانسيسكي، لكن أختير النحات تشيستر بيتش بدلاً منه.

## تشريع
يعتقد مؤرخ العملات دون تاكساي أنه من المرجح أن يكون أعضاء لجنة مجلس النواب المعنية بالعملات المعدنية، الأوزان، والمقاييس قد وافقوا على دعم نصف دولار هاواي قبل تقديم مشروع القانون، حيث بدأت الاستعدادات بالفعل. قُدم التشريع الخاص بهذا الأمر إلى مجلس النواب من قِبل مندوب الإقليم في الكونغرس، فيكتور ستيوارت كاليوالوها هيوستن، في 5 ديسمبر/كانون الأول 1927. وأُحيل إلى لجنة العُملة، التي كان رئيسها عضو الكونغرس عن ولاية نيوجيرسي راندولف بيركنز، والتي عقدت جلسات استماع بشأن مشروع القانون في 23 يناير/كانون الثاني 1928. وظهر النائب هيوستن لدعم مشروع القانون الذي قدمه، وإلى دهشة أعضاء اللجنة، حصل على بيان من وزير الخزانة أندرو ميلون، يفيد بأن ميلون لم يعارض مشروع القانون. وعادةً، عندما أُقترح إصدار عُملة تذكارية، كان ميلون يرى أنه ينبغي إصدار ميدالية بدلاً من ذلك. كان هذا هو الحال بالنسبة للميدالية النوردية الأمريكية قبل ثلاث سنوات؛ حيث قام راعيها، عضو اللجنة أولي جيه كفال من ولاية مينيسوتا، بإلغاء خطط إصدار العُملة المعدنية بسبب معارضة وزارة الخزانة. كان عضو الكونغرس كفال "مهتمًا للغاية بمعرفة قدرات الإقناع التي مارسها الرجل من هاواي لإخراج مثل هذا التقرير الإيجابي". تساءل كفال، وهو أمريكي من أصل نورسي، "لماذا حدث هذا التمييز ضد مليونين ونصف المليون شخص في الولايات المتحدة لصالح حوالي 35 ألف شخص أبيض في تلك المنطقة؟"
صرح هيوستن بأنه لم يضغط على وزارة الخزانة من أجل العُملة المعدنية، وتكهن بيركنز، قبل أن يعد بالعثور على مزيد من المعلومات، بأن السبب ربما كان لأن العُملات المعدنية كانت ستصدر بعيدًا عن الولايات المتحدة القارية. أخبر هيوستن اللجنة أن العُملة المعدنية كانت "شيئًا يمكن لأولئك الذين يحضرون الاحتفال الاحتفاظ به كنصب تذكاري له وستكون متاحة للأجانب الذين يأتون إلى هناك، وكذلك شعبنا الذي يحتفل بهذه المناسبة". صرح كفال أنه سيصوت لصالح مشروع القانون. أشار بيل جي. لوري من ولاية ميسيسيبي إلى أنه كما قال من قبل، لن يصوت لصالح أي مشروع قانون للعُملة المعدنية؛ واتفق بيركنز على أن لوري أوضح موقفه. أصدر بيركنز تقريرًا في الأول من فبراير/شباط عام 1928، يروي فيه التأريخ وراء العملة المقترحة ويشير إلى دعم لجنته.
أُقر مشروع القانون دون اعتراض من قِبل مجلس النواب في 20 فبراير/شباط 1928. وتلقى مجلس الشيوخ مشروع القانون في اليوم التالي وأُحيل إلى لجنة المصارف والعملة. في 27 فبراير/شباط، قدم بيتر نوربيك من ولاية ساوث داكوتا مشروع القانون إلى مجلس الشيوخ دون تعديل، وتضمن التقرير رسالة من الوزير ميلون إلى بيركنز بتأريخ 13 فبراير/شباط، حيث شرح ميلون أسباب عدم معارضته لتشريع العملة المعدنية في هاواي. صرح ميلون بأنه لن يُصدر سوى عدد رمزي من القطع، وأن الاحتفال الذي ترعاه الحكومة الإقليمية كان ذا أهمية وطنية. وأقر مجلس الشيوخ مشروع القانون في الثاني من مارس/آذار دون معارضة مسجلة وأقر في السابع من مارس/آذار بتوقيع الرئيس كالفين كوليدج. ونصت على إصدار ما يصل إلى 10000 نصف دولار تكريمًا للذكرى المائة والخمسين، مع استخدام أرباح اللجنة من العملة المعدنية في إنشاء مجموعة كابتن جيمس كوك في الأرشيفات الإقليمية.

## تحضير
بمجرد أن قَبل بيتش المهمة في 12 مارس/آذار 1928، أُرسلت رسومات جولييت فريزر إليه. وفي السابع من أبريل/نيسان، أرسل نماذج مكتملة إلى دار سك العملة وصورًا إلى لجنة الفنون الجميلة. وردت كل من دار سك العملة ومدينة هيوستن بالنقد، حيث قالت الأولى إن نقش العملة كان مرتفعًا وكان من الصعب تقليصه إلى محاور بحجم العملة المعدنية. في 19 أبريل/نيسان، كتب كبير النقاشين في دار سك العملة جون ر. سينوك في مذكرة أن إنتاج العُملة سيكون صعبًا للغاية لأن منطقة النقش الأكبر على كل جانب كانت في نفس الجزء من التصميم. وافق بيتش على خفض أي نقاط عالية قد تسبب صعوبة سك العُملة.
كان لدى المندوب هيوستن قائمة طويلة من الاعتراضات على تصميم العُملة المعدنية. على سبيل المثال، وضع بيتش سوارًا حول ساق الزعيم؛ شعر هيوستن أن مثل هذا العنصر لن يُرتدى. دافع بيتش عن بعض خياراته، مثل سوار الكاحل (الذي أُزيل عندما أصر هيوستن)، ووعد بالامتثال لبقية الخيارات. ولكن هذا لم يُرضي هيوستن، الذي كان أيضًا غير راضٍ عن شكل شجرة النخيل الموجودة على العُملة، فعدل بيتش التصميم مرة أخرى. قَدم بيتش النماذج النهائية، مشيرًا إلى أنه لن يفكر في إجراء أي تغييرات إلا إذا طلبت الدار ذلك. وكتب إلى مور، "أعتقد أن الشيء المناسب للسيد هيوستن هو أن يأخذ النحات وعائلته إلى هاواي ويتركنا نعيش في أشجار جوز الهند لفترة من الوقت ونستوعب أجواء تلك الجنة."
اعتمدت العملة من قِبل لجنة الفنون الجميلة؛ في 9 مايو/أيار، كتب أوريلي إلى بيتش أن التصميم قد حصل على موافقة السكرتير ميلون.

## تصميم

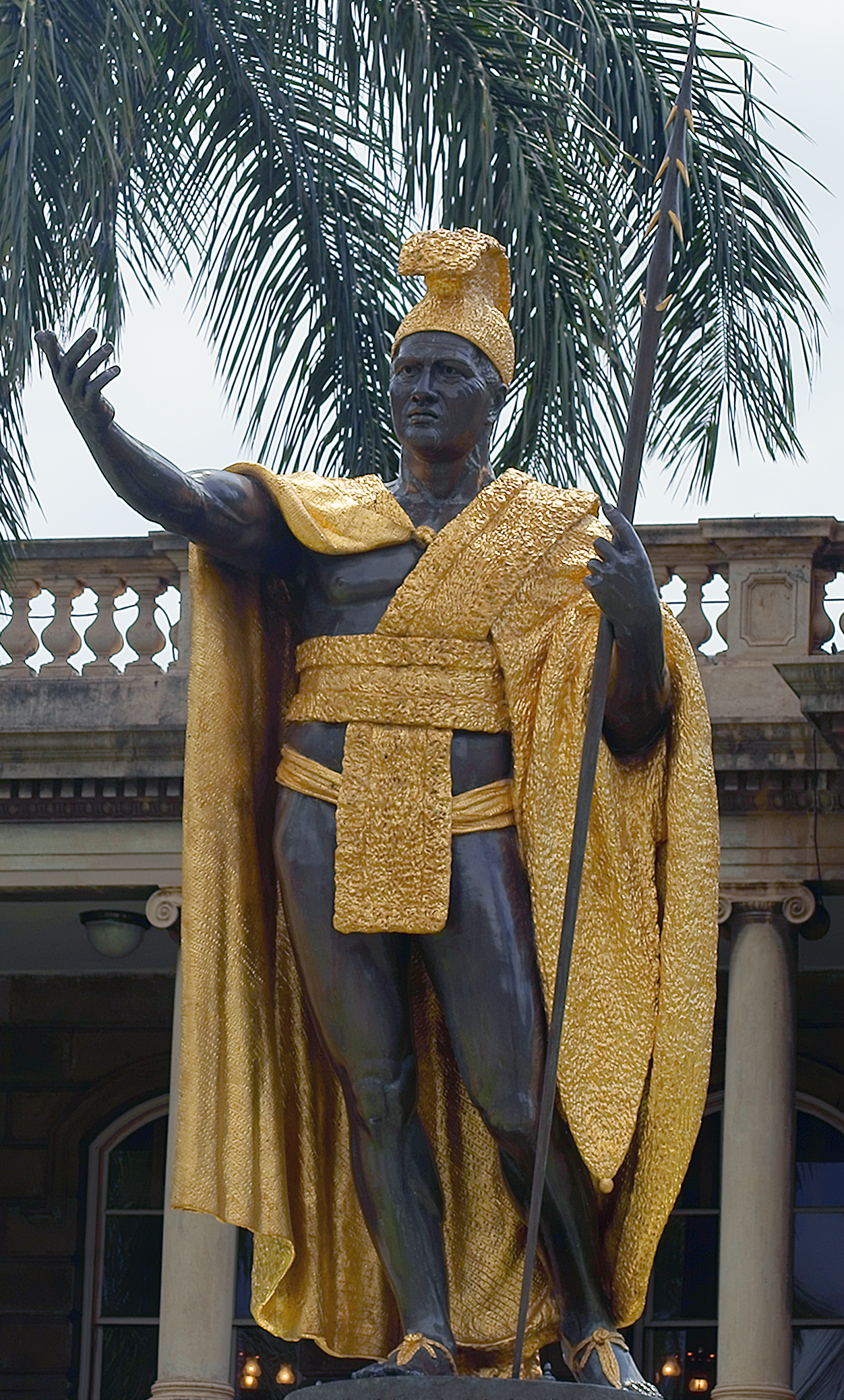
تمثال كاميهاميها الأول ، هونولولو

يصور الوجه الأمامي الكابتن جيمس كوك. ويواجه إبرة البوصلة وكلمات CAPT. جيمس كوك مكتشف هاواي؛ وبالتالي، فإن نظرته متجهة نحو الغرب. "نحن نثق في الله" على اليمين، واسم الدولة أعلاه، والطائفة أدناه. الكلمات HALF DOLLAR محاطة بثمانية مثلثات، أربعة على كل جانب. تُمثل هذه الجزر الثماني الأكبر جزرًا بركانية في هاواي: أواهو، ماوي، كاواي، "الجزيرة الكبيرة" في هاواي، نيهاو، لاناي، كاهولاوي، ومولوكاي. توجد الأحرف الأولى من اسم المصمم، CB، على يمين قاعدة التمثال النصفي.
يعتمد الوجه الخلفي على تمثال الملك كاميهاميها الأول من هاواي، الذي صممه توماس ر. جولد، وكان المقصود منه "أن يرمز إلى مجد مملكة هاواي في الماضي والمستقبل". التمثال الموجود في وسط مدينة هونولولو (1883) هو بديل لتمثال غرق أثناء نقله من ألمانيا؛ أُنقذ التمثال الأصلي (1880) في وقت لاحق ويقف في كوهالا على جزيرة هاواي. تُظهر العملة المعدنية زعيمًا هاوايًا يرتدي زيًا احتفاليًا ويعتلي قمة تل، ويمد ذراعه للتحية. وهو يمثل هاواي التي ترتفع من الغموض. شجرة النخيل التي ترتفع فوقه ترمز إلى الرومانسية. تظهر خلفه قرية هاوايية على شاطئ وايكيكي مع رأس الماس بالقرب منه، والتي تمثل التأريخ والعصور القديمة. التصميم خالٍ تقريبًا من الحروف، حيث لا يمكن رؤية سوى "E PLURIBUS UNUM" ("من بين العديد، واحد") و1778-1928. تَظهر السرخس تحت هذا الشعار اللاتيني: أراد هيوستن إزالة النباتات، لكن بيتش أصر على الاحتفاظ بها لتحقيق التوازن في التصميم. عملت جولييت فريزر عدد من الرسومات، جميعها بنفس عناصر التصميم الأساسية، ولكن مع وجود الزعيم في أوضاع مختلفة ومع رأس الماس في أوضاع مختلفة.
كتب مؤرخ الفن كورنيليوس فيرمول، في مجلده عن العُملات والميداليات الأمريكية، أن الوجه "مزدحم للغاية، على الرغم من التمثال النصفي الكبير المسطح والمكسو" وأن العناصر المختلفة لتصميم الوجه الخلفي "أكثر من اللازم لعُملة صغيرة واحدة". اعتبر "العملة المعدنية تكريمًا لهاواي في عام 1928"... لم يكن هناك أي فضل لبيتش تشيستر أكثر من عملة ليكسينغتون كونكورد [لعام 1925]".

## الإنتاج والتوزيع والتجميع

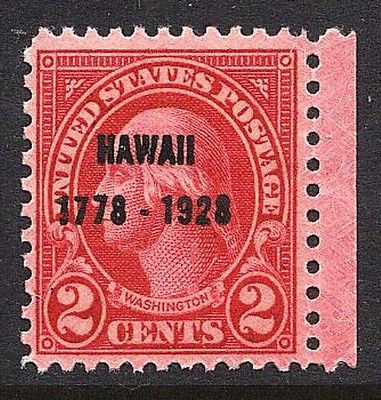
إصدار خاص من إدارة البريد بالولايات المتحدة بمناسبة الذكرى السنوية لوصول كوك

سك دار سك العملة في فيلادلفيا 10,008 نصف دولار هاواي بمناسبة الذكرى المائة والخمسين على تأسيسها في يونيو/حزيران 1928، مع الاحتفاظ بالقطع الثماني التي تزيد عن العدد المسموح به للفحص والاختبار في اجتماع لجنة التحليل السنوي عام 1929. انتهى من خمسين من العشرة آلاف قطعة خصيصًا كقطع مقاومة للرمل، لتقديمها إلى العديد من الأفراد والمؤسسات، مثل أعضاء لجنة كوك، والرئيس كوليدج، والأميرالية البريطانية. ومن الباقي، كان من المقرر بيع نصفه في جزر هاواي، بينما أُحتفظ بالنصف الآخر للطلبات من أماكن أخرى. تولى بنك هاواي مسؤولية التوزيع نيابة عن لجنة كوك. كان السعر 2 دولار لكل عُملة، وهو أعلى سعر لعُملة تذكارية من فئة نصف دولار حتى تلك النقطة.
بدأت المبيعات في 8 أكتوبر/تشرين الأول 1928، وسرعان ما نفدت الإمدادات. كتب عالما العُملات أنتوني سوياتيك ووالتر برين، في كتابهما عن العُملات التذكارية، أنه في حين "لم تكن هناك أي فضيحة بشأن هذه العملات"، كانت هناك شائعات غير مؤكدة عن وجود كميات هائلة من العُملات، بلغ مجموعها 1500، مأخوذة من المخصصات المخصصة للهاوايين واحتفظ بها خارج السوق. وكانت إحدى هذه المجموعات، المكونة من 137 قطعة، تتألف من عملات معدنية من حصة مخصصة لبنك هاواي للبيع لموظفيه. وعندما سُرقت العُملة التي عرضها البنك، سحب رئيس البنك العُملات الأخرى من السوق، وبقيت في الخزائن حتى عام 1986، عندما بيعت في المزاد العلني. اشتريت العديد من عُملات نصف الدولار من هاواي بمناسبة الذكرى المائة والخمسين مِن قِبل أشخاص غير هواة الجمع وتظهر عليها آثار سوء التعامل.
مجموعة كابتن كوك التذكارية، التي اشتريت جزئيًا بأموال جُمعت من العملات المعدنية، موجودة الآن في متحف بيشوب في هونولولو. عملة هاواي بمناسبة الذكرى المائة والخمسين هي أندر نصف دولار تذكاري من حيث التصميم؛ وفقًا لدليل RS Yeoman 's A Guide Book of United States Coins الذي نُشر في عام 2015، دُرجت بسعر يتراوح بين 1850 دولارًا و11000 دولارًا اعتمادًا على حالتها. دُرجت أدلة النفخ الرملي بمبلغ يصل إلى 50 ألف دولار أمريكي ولكن لم يبيع أي منها مؤخرًا في مزاد علني- بيعت عينة استثنائية من النوع العادي مقابل 25850 دولارًا أمريكيًا في عام 2013. من المعروف أن هناك على الأقل ثلاثة أنواع مختلفة من التزوير.